# Union Grand-Duc Adolphe
La Union Grand-Duc Adolphe es la organización aglutinadora de los intereses musicales en Luxemburgo, en representación de las sociedades corales, bandas de música, escuelas de música, sociedades teatrales, asociaciones folclóricas y grupos instrumentales. Cubriendo unos 340 sociedades, cuenta con más de 17.000 miembros individuales. 

## Escuela
Reconocido en 1991 como un establecimiento de interés público, la Escuela de Música Ugda es responsable de la enseñanza de la música en 67 municipios del Gran Ducado de Luxemburgo. Los Cursos de la escuela se organizan en estrecha colaboración con las sociedades musicales locales. Con más de 180 profesores, se registraron unos 4.800 estudiantes para inscribirse en el curso 2010/2011. 